# Dead Sara
Dead Sara es una banda estadounidense de rock, fundada en Los Ángeles en 2002.  Está formada por Emily Armstrong (voz principal, guitarra rítmica), Siouxsie Medley (guitarra principal, coros) y Sean Friday (batería, coros). La banda es conocida por su sencillo «Weatherman» de su álbum debut homónimo Dead Sara  de 2012.

## Apariciones en medios
La banda hizo su debut televisivo en Jimmy Kimmel Live! el 7 de junio de 2012, interpretando su sencillo «Weatherman» y «Sorry For It All». Dead Sara apareció en The Vampire Diaries el 21 de marzo de 2013, interpretando la canción «Lemon Scent» y el tema «Ask The Angels» de Patti Smith. También en 2013, «Weatherman» se usó en la serie Banshee como final del segundo episodio de la primera temporada. Dead Sara interpretó «Something Good» y «Mona Lisa» de su segundo álbum Pleasure to Meet You en Late Night with Seth Meyers, el 1 de abril de 2015.

## Historia

### Formación y primeros años (2002-2010)
Emily Armstrong y Siouxsie Medley comenzaron como guitarristas y cantautoras. Armstrong tomó una guitarra por primera vez a los 12 años, mientras que Medley comenzó a practicar desde los 9 años con una Fender Telecaster propiedad de su niñera (Dexy Valentine de Magic Wands ), antes de que dos años de dinero ahorrado le permitieran a Medley comprar su propia guitarra a los 11 años. Armstrong interpretó música folclórica como solista y como miembro de varias bandas escolares.
Armstrong y Medley se conocieron a través de un amigo en común en 2002, a los 16 y 15 años respectivamente. Comenzaron a escribir canciones juntas en el 2003, y en 2004 completaron su primera grabación de estudio con la canción "Changes". Su primera presentación en vivo como banda fue en marzo del 2005 en el club nocturno The Mint en Los Ángeles, con Armstrong tocando el bajo.
Conocidas momentáneamente por el nombre Epiphany, a mediados de los 2005 cambiaron su nombre a Dead Sara como una referencia a la canción de Fleetwood Mac "Sara" y su letra "...said Sara", que la banda malinterpretó como "dead Sara". Armstrong y Medley ambas han citado públicamente a Stevie Nicks, el canto autor de la canción  "Sara", como una influencia primaria. alrededor de este tiempo Medley comenzó a estilizar su primer nombre como "Siouxsie", como un guiño a la tribu Sioux Indians y a la herencia Nativo Americana de uno de sus bisabuelos (en lugar de una referencia al artista musical Siouxsie Sioux).[cita requerida]
En 2007 Dead Sara comenzó su primera gira como teloneros de Endless Hallway. Lanzaron el EP de seis canciones The Airport Sessions en Viscount Records en 2008. Después de numerosos cambios en las posiciones de baterista y bajista, la formación de la banda finalmente se unió en 2009 con Sean Friday en la batería y Chris Null en el bajo, quienes tocaron anteriormente con Sonny Moore (actualmente conocido como Skrillex ). En 2009, Armstrong fue contratada por la vocalista de Hole , Courtney Love, para cantar coros en el álbum de Love de 2010 , Nobody's Daughter .  En el 2011, cuando The Wall Street Journal le preguntó a la cantante Grace Slick qué cantantes contemporáneas admiraba, Slick nombró a Armstrong. En 2010, la banda fundó su propio sello, Pocket Kid Records, creado como una subsidiaria de Interact-TV, Inc. y propiedad de Armstrong y Medley.

### Noticias de radio y álbum debut (2011-2013)
A las estaciones de radio KYSR-FM, KTBZ-FM y WCCC se les atribuye el éxito inicial de Dead Sara en la radio. Mike Karolyi de WCCC estuvo en California en la convención Sunset Sessions donde Staind también estrenó su documental.  Sin embargo, al escuchar a Dead Sara, se saltó el evento y en su lugar fue a verlos. Cuando regresó a Connecticut tocó el sencillo de la banda "Weatherman", lo que le dio al grupo una mayor exposición. La canción, que no había sido lanzada oficialmente, ocupó el puesto número 2 en el Top 69 de WCCC para el año 2011. En septiembre del 2011, la banda salió de gira con Bush y en febrero del 2012 lanzó "Weatherman" como el sencillo principal de su próximo álbum debut.

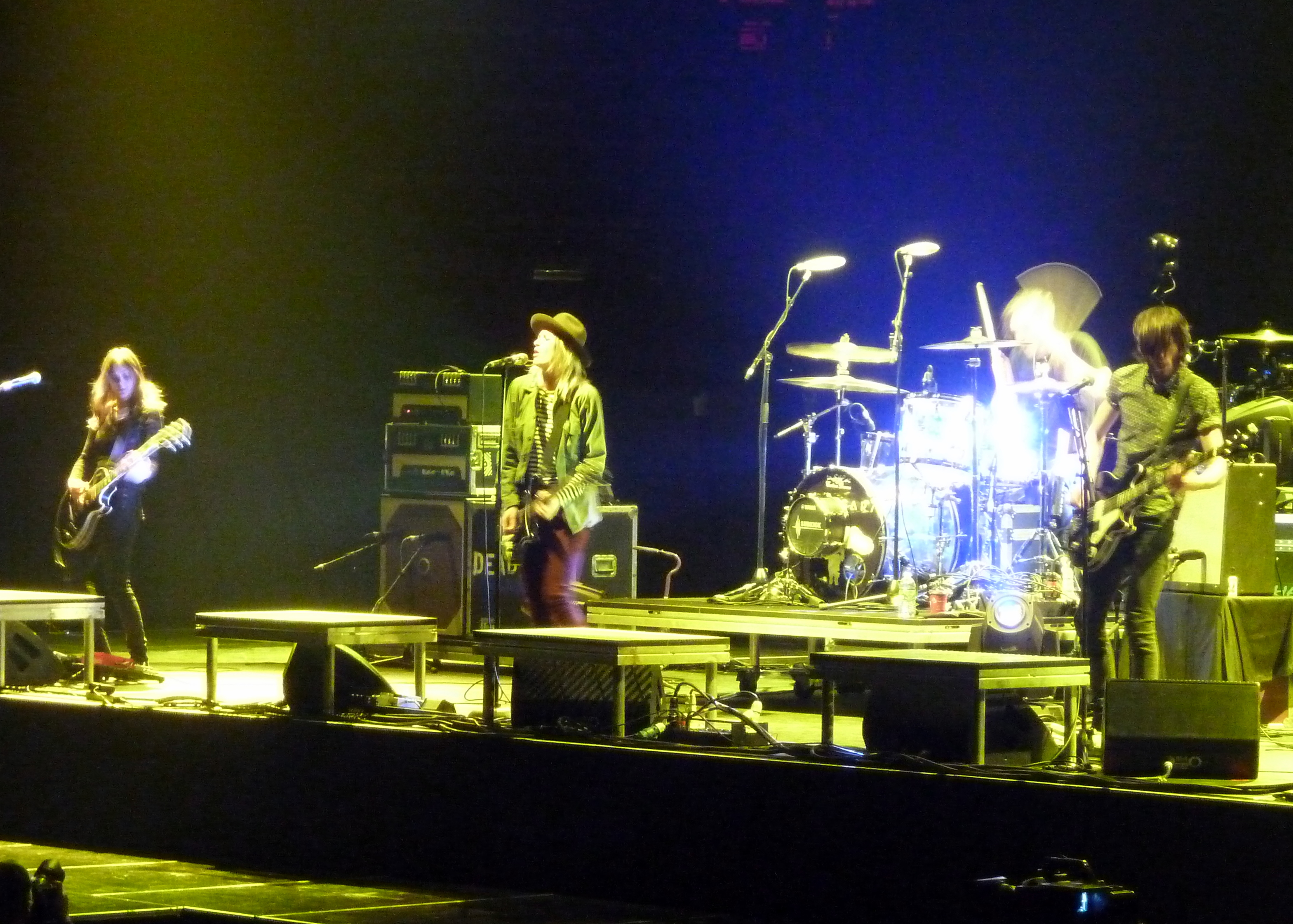
Dead Sara en Joe Louis Arena en el 2013

En abril del 2012, la banda lanzó su álbum debut eponymous a través de su sello Pocket Kid Records, producido por Noah Shain .  El álbum alcanzó la posición n.°  16 en la lista de álbumes Heatseekers de Billboard. Poco después, Fiat utilizó "Weatherman" en su anuncio "Fiat 500 Abarth Burning Up the Desert". Dead Sara recibió el premio al "Mejor grupo de rock nuevo" en la tercera edición anual de los premios musicales Vegas Rocks! Magazine 2012 el 26 de agosto del 2012. También fueron nominados para un premio Radio Contraband premios de radio rock como Artista Indie del Año en el 2012, y fueron votados como Artista Close to Home del Año de 98.7 FM 2012, derrotando a No Doubt en la ronda final.  "Weatherman" encabezó la lista de las "10 mejores canciones de rock del 2012" de Loudwire, superando a varias bandas importantes, entre ellas Three Days Grace, Stone Sour y Deftones. Tanto Armstrong como Medley fueron nominadas como los diez mejores finalistas en los premios Loudwire 2012 al mejor vocalista y mejor guitarrista respectivamente. Además, Armstrong fue nominada para el premio Diosa del Rock del Año 2012 de Loudwire.
Después de presentarse en fechas de primavera con Chevelle y The Used, la banda pasó el verano del 2012 de gira como parte del Vans Warped Tour en los EE. UU.  Durante el Festival de Música Sunset Strip de 2012, Emily Armstrong interpretó " Soul Kitchen " con Robby Krieger y Ray Manzarek de The Doors. En el otoño de 2012, la banda salio una gira con The Offspring y Neon Trees, y en febrero del 2013 la banda comenzó una gira con Muse.
El vídeo musical de la canción "Lemon Scent", concebido y dirigido por Reg B., fue el primer vídeo con guion de la banda, en el que aparecen los miembros de la banda peleando entre ellos y con miembros de la audiencia en un combate de boxeo privado. El vídeo debutó en el sitio web de Rolling Stone el 14 de marzo del 2013.  Fue filmado en Serenity West Recording Studio en Los Ángeles, California. Los extras que formaban parte de la multitud eran aficionados que ofrecieron su tiempo voluntariamente después de que la banda publicara sobre la filmación en su sitio web oficial y página de Facebook. Dead Sara firmó con Epic Records en 2013.

### Problemas con su sello discográfico yun placer conocerte(2014-2020)
La banda entró al estudio a principios de 2014 para trabajar en su segundo álbum, una vez más con el productor Noah Shain. El disco no vio la luz del día hasta el año siguiente debido a supuestos problemas con Epic Records. La banda y el sello se separaron en algún momento del 2014.
En diciembre del 2014, Dead Sara anunció que lanzarían su segundo álbum Pleasure to Meet You en marzo del 2015, bajo su propio sello Pocket Kid Records. La banda también anunció que utilizarán PledgeMusic para aquellos que quieran preordenar el álbum. Una canción, "Suicidal", se ofreció como descarga gratuita para los contribuyentes a la campaña PledgeMusic. El lanzamiento del álbum fue seguido por una breve gira como artista principal, después de la cual el bajista Chris Null dejó la banda.
En 2015, la versión de Dead Sara de " Heart-Shaped Box " de Nirvana, grabada para Infamous Second Son, ganó el premio a "Mejor canción, original o adaptada" en el programa anual de premios de la Academia Nacional de Revisores Comerciales de Videojuegos (NAVGTR). En otro tráiler de Infamous: Second Son, también se utilizó su propia canción "Weatherman". Dead Sara firmó con Atlantic Records en 2017. El EP de seis canciones Temporary Things Taking Up Space fue lanzado el 8 de junio del 2018.

### Ain't It Tragic(2020-presente)
En noviembre del 2020, la banda lanzó la canción "Hands Up". Su tercer álbum de larga duración , Ain't It Tragic, fue lanzado el 17 de septiembre del 2021.
En el 2022, el grupo trabajó en las canciones "Bones" y apareció en "Help Me" del octavo álbum de estudio de Demi Lovato, Holy Fvck. También se unieron a la gira de conciertos Holy Fvck Tour de la cantante promocionando el álbum durante su etapa en Norteamérica. Emily Armstrong se unió a Linkin Park como su co-vocalista principal en el 2024 y se presentó en su primer concierto con la banda el 5 de septiembre del 2024.

## Discografía
Álbumes de estudio
- Dead Sara (2012)
- Pleasure to Meet You (2015)
- Ain't It Tragic (2021)